# Army One

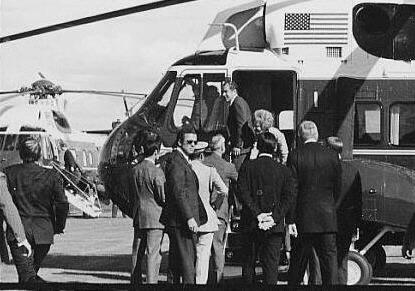
Prezident Nixon během návštěvy Richlandu ve Washingtonu 26. září 1971.

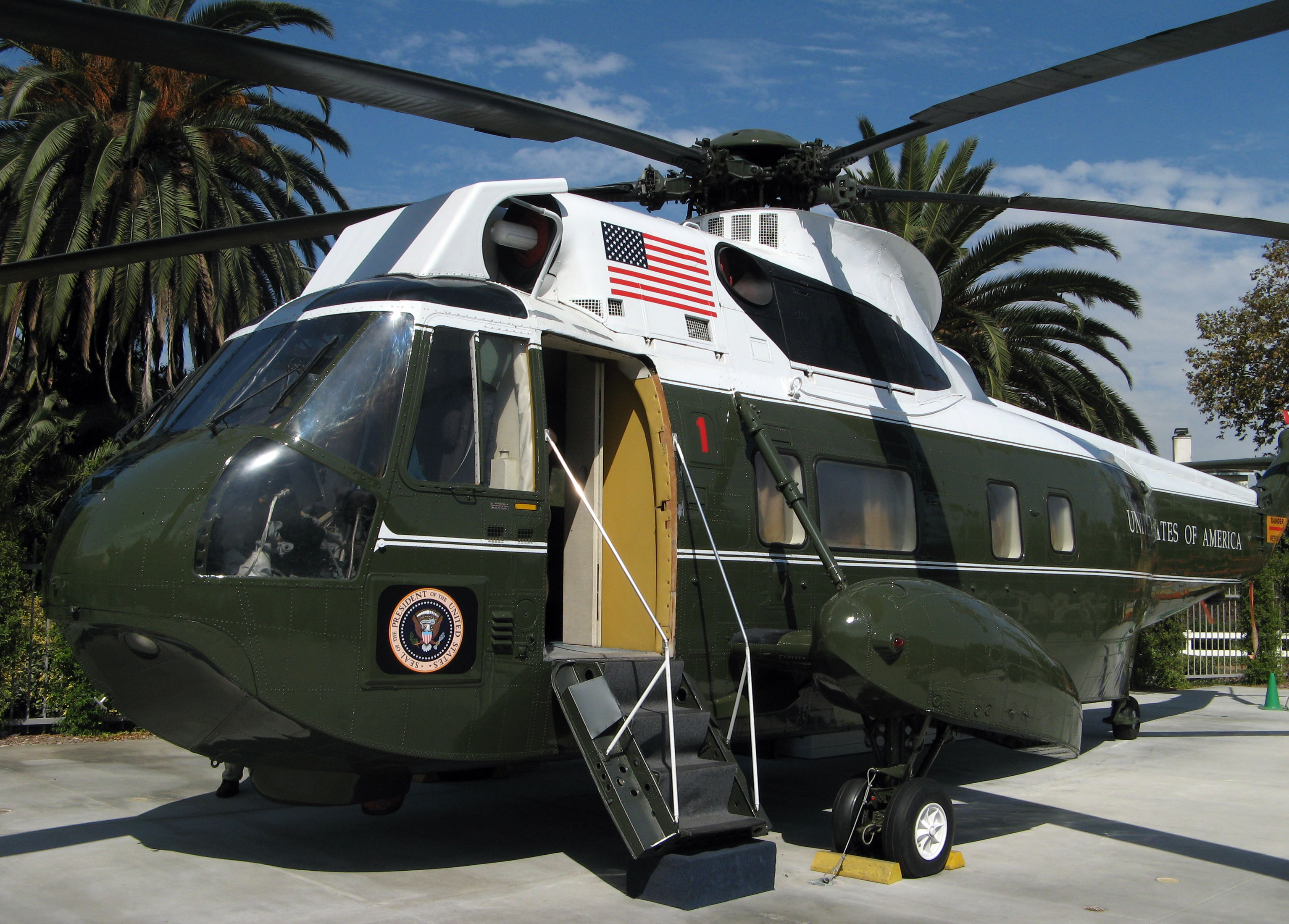
Vrtulník VH-3A čísla 150617 který byl součástí prezidentské vzdušné flotily v letech 1961 až 1976 a často létal pod označením „Army One“. V současnosti je vystaven v Nixonově prezidentské knihovně.

Army One je volací znak jakéhokoliv letadla Armády Spojených států amerických (United States Army) nesoucího na palubě prezidenta Spojených států. Mezi lety 1957 a 1976 byla odpovědnost za vrtulníkovou přepravu prezidenta USA sdílena mezi armádou a námořní pěchotou, a obvykle byl přepravován vrtulníkem s armádní osádkou, který následně nesl volací znak „Army One“, než byla v roce 1976 svěřena výhradně Sboru námořní pěchoty, s volacím znakem Marine One. 
Armádní letadlo přepravující  viceprezidenta USA nese volací znak Army Two.

## Historie
Prvním prezidentem USA který začal užívat k dopravě vrtulník byl Dwight D. Eisenhower, který měl k dispozici dva armádní Bell H-13J. V roce 1957 byl armádou zřízen Úřad pro letecký transport představitelů výkonné moci (Executive Flight Detachment), jehož vybavením se staly stroje Sikorsky VH-34 A, C a D, provozované armádou i námořní pěchotou. V roce 1962 byl tento odřad převeden pod velení Sboru námořní pěchoty a vybaven osmi stroji Sikorsky VH-3 A, z nichž polovina byla provozována armádními osádkami a nesla označení příslušnosti k Armádě Spojených států. Od roku 1976 odpovědnost za vrtulníkový transport prezidenta USA přešla plně do rukou Námořní pěchoty.